# Чёда
Чёда (Чеда) — деревня в Верхнетоемском районе Архангельской области. Входит в состав сельского поселения «Двинское». С 2006 года по 2014 год была в составе Тимошинского сельского поселения.

## География
Чёда расположенная на реке Ёрга в двух километрах ниже по течению от слияния с рекой Содонга.

## Население
Численность населения деревни, по данным Всероссийской переписи населения 2010 года, составляла 1 человек. В 2009 году числилось 2 человека.

### Социальная обстановка
В настоящее время населённый пункт находится на стадии вымирания и населён в основном в летнее время дачниками, приезжающими из Архангельской, Вологодской и Ленинградской областей.